# Шанхайские мост и тоннель через Янцзы

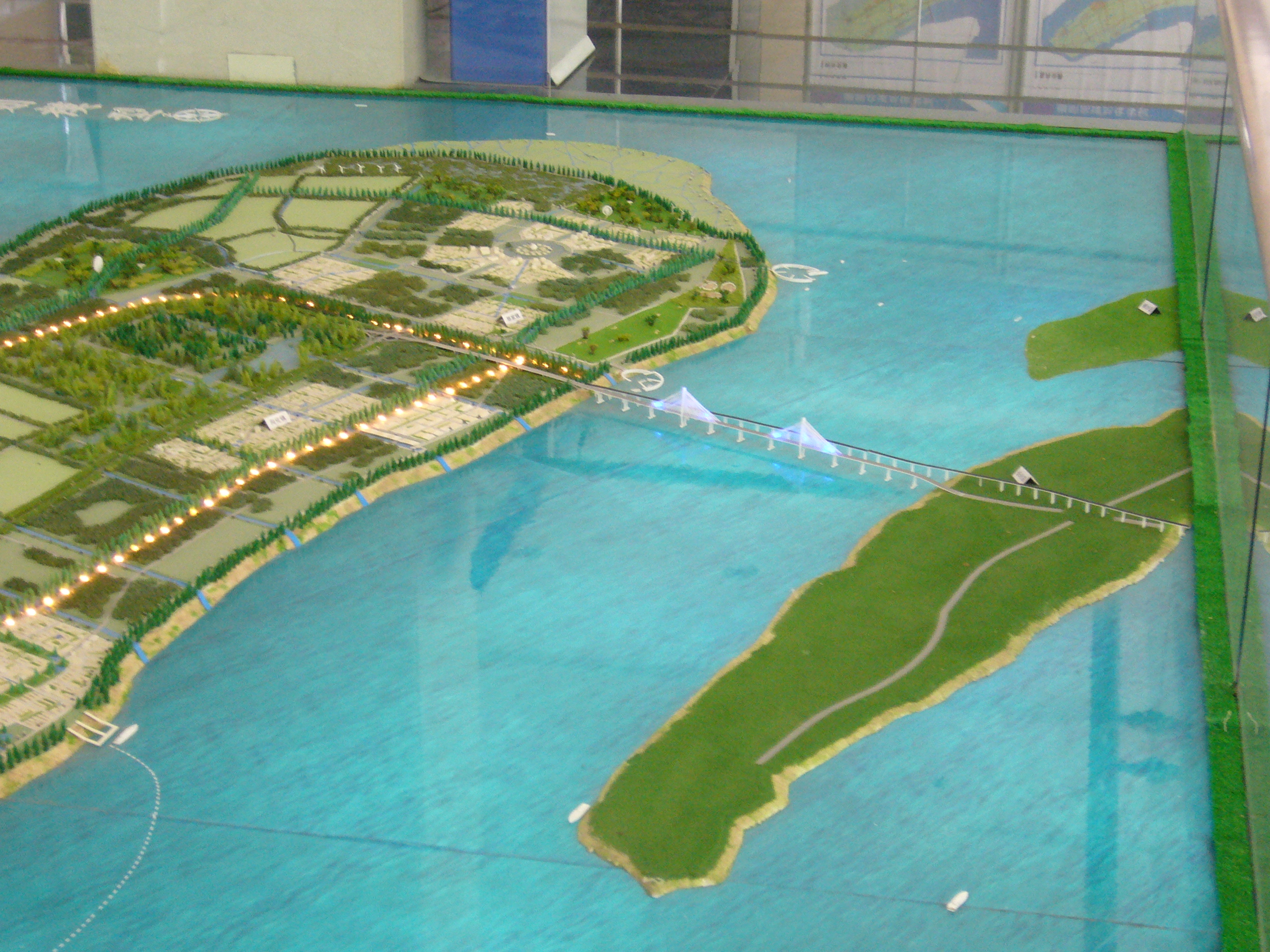
Первоначальный проект пересечения Янцзы (итоговый вариант получился немного другим)

Шанхайские мост и тоннель через Янцзы (кит. 上海长江隧桥) — комплекс коммуникаций из моста и тоннеля, связывающие остров Чунминдао с материковой частью Шанхая.
Общая длина маршрута составляет 22,5 км, его строительство обошлось в 12,6 миллиардов юаней. Комплекс был запущен в эксплуатацию 31 октября 2009 года. В декабре 2011 года был запущен в эксплуатацию мост Чунци, соединивший остров Чунминдао с расположенным на северном берегу Янцзы городским уездом Цидун провинции Цзянси.

## Тоннель
Шанхайский тоннель под Янцзы (кит. 上海长江隧道) начинается на южном берегу Янцзы в Ухаогоу в районе Пудун, и заканчивается на южном берегу острова Чансиндао. Он имеет длину 8,9 км и является двухуровневым: верхний уровень предназначен для автомобильного движения и имеет по три полосы в каждом направлении (разрешённая скорость — 80 км/час), нижний уровень зарезервирован для будущей линии метро.

## Мост
Шанхайский большой мост через Янцзы (кит. 上海长江大桥) начинается у выезда из тоннеля, проходит по острову Чансиндао на уровне земли, а затем пересекает Янцзы, заканчиваясь на острове Чунминдао в посёлке Чэньцзячжэнь.
Мост состоит из двух длинных виадуков и высокого вантового моста между ними, позволяющего судам проходить по реке. Общая длина моста составляет 16,63 км, из которых 6,66 км — это дорога по острову Чансиндао, и 9,97 км — собственно мост. Мост не является прямолинейным, он имеет немного S-образную форму. Центральный вантовый участок имеет длину 730 м, что делает его 10-м по длине вантовым участком моста в мире.
Движение по мосту осуществляется по трём полосам в каждом направлении, разрешённая скорость — 80 км/час. Пространство по обеим сторонам моста зарезервировано для будущей линии метрополитена.